# Trogopterus xanthipes
Trogopterus xanthipes är en gnagare i släktgruppen flygekorrar som förekommer i Kina. Arten är ensam i släktet Trogopterus.
Den skiljer sig från andra flygekorrar genom sin olikartade tanduppsättning. Den yttre kroppsbyggnaden är nästan lika alla andra flygekorrar, enda undantaget är tofsar på öronen. Den ganska mjuka pälsen är på ovansidan gråbrun och på undersidan vitaktig. Håren som bildar ovansidans päls är vid roten järnfärgade och vid spetsen kastanjebruna. Dessutom finns några svarta hår. Munnen och ringar kring ögonen har en rödaktig färg. På svansen finns röda skuggor. Kännetecknande är några långa svarta hår vid öronen. Kroppen (huvud och bål) når en längd av 26,7 till 30,5 cm och därtill kommer en 26,7 till 28 cm lång svans.
Arten lever i de kinesiska provinserna Tibet, Sichuan, Yunnan, Guizhou, Gansu, Henan, Shaanxi, Shanxi, Hebei, Liaoning, Beijing, Hubei och Qinghai. Individerna bygger sina bon av växtdelar på klippor eller i bergssprickor som ligger cirka 30 meter över marken. Boet har en diameter av 30 till 50 cm. Habitatet utgörs av bergsregioner som ligger 1 300 till 1 500 meter över havet, enligt andra källor upp till 2 750 meter. Trogopterus xanthipes sover på dagen i bon och letar på natten efter föda som består av nötter, frukter, blad och kvistar.
Parningen sker under vintern (december och januari) och efter 74 till 89 dagar dräktighet föds i mars eller april en eller två ungar (sällsynt tre eller fyra). Ungarna föds blinda och de öppnar sina ögon efter 20 till 30 dagar. Cirka 90 till 120 dagar efter födelsen slutar honan med digivning och efter ungefär 22 månader infaller könsmognaden. Trogopterus xanthipes kan i fångenskap leva 10 till 12 år.
Djuret listas av IUCN på grund av habitatförlust som nära hotad. Dessutom jagas arten av regionens befolkning. I den traditionella kinesiska medicinen gäller djurets avföring som botemedel för svullnader i tolvfingertarmen. Medicinska undersökningar visade att ämnet har smärtstillande egenskaper samt att det förbättrar blodomloppet. Orsaken till dessa resultat blev inte klarlagd. För att komma åt artens avföring hölls en del individer i burar.
Hittills beskrevs fem arter i släktet Trogopterus men enligt dagens uppfattning tillhör alla populationer samma art. Artens närmaste släkting är Belomys pearsoni och ibland listas även den arten till Trogopterus.